# D210DE
DDIセルラーのDIGITALセルラーホンD210DE及び、IDOのデジタルミニモ539Gは、デンソー製の現auの第二世代携帯電話(PDC)端末である。

## 概要
当時協業していたセルラーとIDOが共通仕様の端末を別型名で販売したもの。
液晶にはELバックライトを内蔵し、背面時には「ブルーウィンク」と呼ばれる点灯するライトも装備し、着信時などに青色の光を表示。
47和音の着メロを自作して鳴らす事も出来、サイトからのダウンロードにも対応している。また、オリジナルキャラクターの「ウィリー」が「ENGLISH Bits!」機能で、英語のフレーズを知らせる機能もある。
本体色も事業者ごとに分けられ、セルラーのD210DEはピンクベージュ、IDOの539Gはシルクが発売された。
両機種とも「TOYOTA ORIGINAL VERSION」がPiPit（トヨタ販売会社に併設される携帯電話販売店）限定で発売されており、電源を入れるとトヨタのCIマークが表示されるほか、当時のトヨタ車（2代目エスティマ・初代ハリアー・MR-S）のCM曲が着信メロディとして収録されていた。

## 歴史
D210DE
- 1999年9月1日　　電気通信端末機器審査協会(JATE)による技術基準適合認定の設計認証（設計認証番号A99-0690JP）
- 1999年10月1日　 テレコムエンジニアリングセンター(TELEC)による技術基準適合証明の工事設計認証（工事設計認証番号WAA0023）
- 1999年11月24日　販売予定である事を発表
- 1999年12月　　　発売開始

539G
- 1999年11月8日　 TELECによる技術基準適合証明の工事設計認証（工事設計認証番号WAA0037）
- 1999年11月8日　 JATEによる技術基準適合認定の設計認証（設計認証番号A99-1056JP）
- 1999年12月27日　販売予定である事を発表
- 2000年1月　　　 発売開始

2003年3月31日　　PDCサービス中止により使用はこの日限りとなる、しかし、他キャリア契約でNTTドコモのMOVAで登録できたため、例外的なケースではMOVA中止まで使えた。